# Fußball-Verbandsliga Niederrhein 1956/57
Die Verbandsliga Niederrhein 1956/57 war die 1. Spielzeit der Verbandsliga Niederrhein, die von 1956 bis 1978 die höchste Spielklasse im niederrheinischen Amateur-Fußball der Männer war. Bis 1963 stellte diese Liga zusammen mit den Verbandsligen Mittelrhein und Westfalen den Unterbau zur II. Division West dar und war im damaligen deutschen Fußball-Ligasystem drittklassig.

## Saisonabschluss
Der VfL Benrath wurde Niederrheinmeister und stieg auch in die II. Division auf, nachdem er sich in der Aufstiegsrunde zur 2. Division West gegen die Meister von Mittelrhein und Westfalen durchgesetzt hatte. Zudem qualifizierte er sich damit als West-Vertreter für die deutsche Amateurmeisterschaft 1957 und gewann diese im Finale gegen Berlin-Vertreter BFC Alemannia 90.
Der SV Borbeck, die TSG Karnap und die SpVgg Gräfrath stiegen in die Landesliga Niederrhein ab. Aus den Landesligen stiegen zur neuen Saison 1957/58 der SV Byfang, der SV Neukirchen und der Cronenberger SC auf. Aus der II. Division kam Absteiger VfB Speldorf hinzu.

## Abschlusstabelle
| Pl. | Verein             | Sp. | Tore  | Punkte |
| --- | ------------------ | --- | ----- | ------ |
| 01. | VfL Benrath        | 30  | 85:39 | 45:15  |
| 02. | SpVgg Hochheide    | 30  | 61:37 | 41:19  |
| 03. | FV Duisburg 08     | 30  | 64:44 | 39:21  |
| 04. | Homberger SV       | 30  | 63:45 | 34:26  |
| 05. | TuS Duisburg 48/99 | 30  | 55:44 | 34:26  |
| 06. | TuS Lintfort       | 30  | 56:46 | 31:29  |
| 07. | Sterkrade 06/07    | 30  | 43:46 | 30:30  |
| 08. | SC Kleve 63        | 30  | 47:50 | 29:31  |
| 09. | BV Osterfeld       | 30  | 45:47 | 28:32  |
| 10. | 1. FC Styrum       | 30  | 48:49 | 27:33  |
| 11. | TuRu Düsseldorf    | 30  | 48:56 | 27:33  |
| 12. | TSV Eller 04       | 30  | 43:59 | 26:34  |
| 13. | Grün-Weiß Viersen  | 30  | 49:66 | 25:35  |
| 14. | SV Borbeck         | 30  | 44:73 | 24:36  |
| 15. | TSG Karnap         | 30  | 34:50 | 21:39  |
| 16. | SpVgg Gräfrath     | 30  | 38:73 | 19:41  |

| (A) | Absteiger aus der 2. Division West     |
| (N) | Aufsteiger aus den Landesligen 1955/56 |